# Shinjō
Shinjō (jap. 新庄市, -shi) ist eine Stadt in der Präfektur Yamagata in Japan.

## Geographie
Shinjō liegt östlich von Sakata und nördlich von Yamagata. Das Ōu-Gebirge liegt ostwärts der Stadt. Der Mogami fließt durch die Stadt.

## Geschichte
Shinjō ist eine alte Burgstadt, in der seit 1622 die Tozawa mit einem Einkommen von 68.000 Koku residierten.

## Verkehr
- Zug:
  - JR Yamagata-Shinkansen
  - JR Ōu-Hauptlinie
  - JR Rikū-Ostlinie nach Misato
  - JR Rikū-Westlinie nach Shōnai
- Straße:
  - Nationalstraße 13
  - Nationalstraße 47,458

## Söhne und Töchter der Stadt
- Yoshihiro Togashi (* 1966), Mangaka

## Angrenzende Städte und Gemeinden

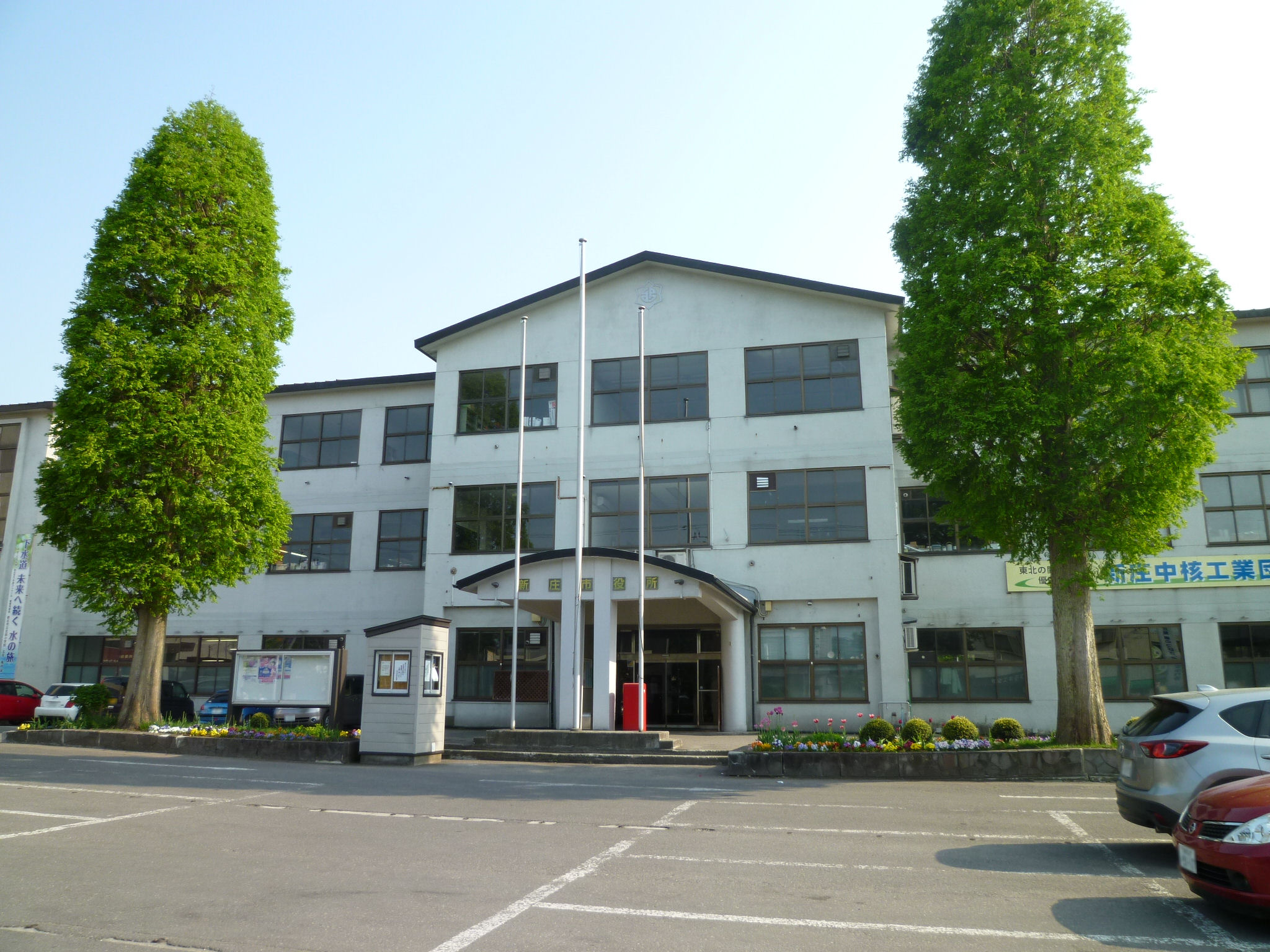
Rathaus

- Yuzawa